# دیو فیشویک
دیوید فیشویک (متولد مارس ۱۹۷۱) تاجر انگلیسی است. او در نلسون، لانکاشر متولد شد، در شانزده سالگی بدون هیچ مدرکی مدرسه را ترک کرد و سپس شرکت فروش مینی‌بوس دیوید فیشویک را تأسیس کرد و به بزرگ‌ترین تأمین‌کنندهٔ مینی‌بوس در بریتانیا تبدیل شد. او پس از اینکه متوجه شد بانک‌های بزرگ به دلیل بحران مالی ۲۰۰۸ دیگر حاضر به قرض دادن پول به مشتریان او نیستند، شرکت پس‌انداز و وام برنلی را افتتاح کرد که از شعار تبلیغاتی «روی دیو حساب کن» استفاده می‌کرد. تلاش‌های او در سریال بانک دیو که در سال‌های ۲۰۱۲–۲۰۱۳ از کانال ۴ بریتانیا پخش شد، مستند شد. او پس از اینکه متوجه شد مشتریان پس از انباشته شدن بدهی با استفاده از شرکت‌های وام روزپرداخت به وی مراجعه می‌کنند، برای سریال دیو: وام‌گیرنده در سال ۲۰۱۴ از کانال ۴، این صنعت را بررسی کرد. هر دوی این سریال‌ها برندهٔ جوایز آکادمی اسکاتلند بریتانیا شدند. تلاش‌های او برای تأسیس یک بانک و تحقیق در مورد شرکت‌های وام‌های روزپرداخت، با برداشتی آزاد برای فیلم بانک دیو محصول ۲۰۲۳ و دنبالهٔ آن در سال ۲۰۲۵ با عنوان بانک دیو ۲: وام‌گیرنده اقتباس شد.

## زندگی و حرفه

### اوایل زندگی و خودروها
فیش‌ویک در مارس ۱۹۷۱ متولد شد. او در خانواده‌ای فقیر در خیابان جان در نلسون، لانکاشر بزرگ شد و در دبیرستان اج اند تحصیل کرد که هر دو بعدها تخریب شدند. او در شانزده سالگی بدون هیچ مدرکی مدرسه را ترک کرد، و یک دورهٔ آموزشی طرح جوانان را در یک محل ساخت‌وساز با حقوق ۲۷٫۵۰ پوند در هفته گذراند. به علاوهٔ اضافه‌کاری،: 3:24  که در آن ساختمان‌ها را سنگریزه‌کاری می‌کرد.
پس از اینکه تصمیم گرفت وارد صنعت خودروسازی بریتانیا شود، از چندین تعمیرگاه پرسید که آیا می‌تواند یک ماشین نیمه‌کاره را برای بازسازی و فروش در ازای دریافت بخشی از سود، در اختیارش قرار دهد. اولین تعویض جزئی او یک واکسول کاوالیر با لاستیک‌های پنچر و خش‌دار بود که آن را به قیمت ۷۰ پوند خرید، در روزنامه محلی به قیمت ۱۰۰ پوند آگهی داد و به قیمت ۹۷ پوند فروخت. او این روند را آنقدر تکرار کرد تا توانست از قبل خرید کند، و کیف پولش را پر از کاغذ می‌کرد تا در نظر فروشندگان احتمالی ثروتمندتر به نظر برسد.: 15:54  تقریباً در همین زمان، او صبح‌هایش را با فروش لباس‌های ارزان برای کسب سود و عصرهایش را با اجرای برنامه به‌عنوان یک دی‌جی می‌گذراند.
فیشویک پس از دریافت یک ون قرمز آسترامکس برای بازسازی، به نوسازی ون‌ها روی آورد و به دنبال آن به مینی‌بوس‌ها روی آورد.: 12:11  او در سال ۱۹۹۴ منحصراً روی ون، مینی‌بوس و مینی‌بوس کوچ کار کرد و فروشگاه فروش مینی‌بوس دیوید فیشویک را افتتاح کرد، که در کولن، بیرمنگام و استاک‌پورت شعبه داشت. او بعدها به بزرگ‌ترین تأمین‌کنندهٔ مینی‌بوس در بریتانیا تبدیل شد. بین سال‌های 2004 و ۲۰۱۷، این شرکت حامی مالی باشگاه فوتبال برنلی بود و در این مدت، جایگاه کریکت ورزشگاه تارف مور این باشگاه، جایگاه دیوید فیشویک نام گرفت. فیشویک در سال ۲۰۰۵، که یک هلیکوپتر برای استفادهٔ شخصی خود خریده بود و متوجه شده بود که دیگران از او می‌پرسند که آیا می‌تواند آن را قرض بگیرند، یک کسب‌وکار هلیکوپتر به نام هلیکوپترهای دیوید فیشویک افتتاح کرد که پروازهای چارتر را ارائه می‌داد.